# Castrocielo
Castrocielo ist eine italienische Gemeinde in der Provinz Frosinone in der Region Latium mit 3784 Einwohnern (Stand 31. Dezember 2023). Sie liegt 119 km südöstlich von Rom und 41 km südöstlich von Frosinone.

## Geographie
Castrocielo liegt am Südabhang des Massivs des Monte Cairo oberhalb des Tals des Liri.
Der älteste und höchste Ortsteil ist Villa Euchelia über dem linken Ufer des Baches Fossato. Die Altstadt von Castrocielo liegt gegenüber am Abhang des Monte Asprano. Die meisten Einwohner von Castrocielo leben jedoch heute in den Ortsteilen Castrocielo Stazione und Campo in der Talebene entlang der Via Casilina (SS 6), der antiken Via Latina. Hier hat sich auch Industrie angesiedelt.
Castrocielo ist Mitglied der Comunità Montana Valle del Liri.
Die Nachbarorte sind: Aquino, Colle San Magno, Piedimonte San Germano, Pontecorvo und Roccasecca.

### Verkehr
Castrocielo liegt fünf Kilometer von der Autobahn A1 Autostrada del Sole, Ausfahrt Pontecorvo, entfernt.
Mit dem Bahnhof Castrocielo - Aquino ist es an die Bahnstrecke Rom - Neapel angeschlossen.

## Geschichte
Die Gegend von Castrocielo war in der römischen Antike mit Landgütern, den villae rusticae, besiedelt. Auch der Dichter Juvenal soll hier eine solche Landvilla besessen haben.
Als 577 n. Chr. Aquinum von den Langobarden zerstört wurde, gründeten die überlebenden Bewohner auf dem nahen Monte Asprano das Castrum Coeli, die Himmelsburg. Da dieser Ort sich jedoch wegen Wassermangels als problematisch erwies, zogen die Bewohner seit dem 11. Jahrhundert wieder in tiefere Lagen zurück und gründeten die heutigen Gemeinden Castrocielo, Colle San Magno und Roccasecca. Aber auch Aquinum wurde erneut, wenn auch etwas weiter östlich des antiken Ortes, besiedelt. Um die Ruinen der aus dem 2. Jahrhundert stammenden Villa Euchelia oder Eucheria siedelte sich ein anderer Teil der Bewohner des früheren Castrum Coeli an; er ist seit langem ein Ortsteil der Gesamtgemeinde Castrocielo. Nach dieser palastartigen Villa trug der Ort über Jahrhunderte hin den Namen Palazzolo.
Im eigentlichen Komplex des römischen Landgutes wurde durch die Abtei Montecassino ein Benediktinerinnenkloster gegründet, das bis 1442 bestand und danach allmählich zu einem reinen Wirtschaftshof herabsank. Der Ort Palazzolo war seit seiner Gründung zwischen Montecassino und den Grafen von Aquino umstritten und hieß seit etwa 1603 Castrum Coeli Palatiolum. Im Jahre 1861 wurde er Teil des Königreichs Italien und erhielt am 1. September 1882 durch königliches Dekret den alten, nun italianisierten Namen Castrocielo. 1927 kam er von der Provinz Terra di Lavoro in Kampanien zur neu gegründeten Provinz Frosinone in der Region Lazio.

## Bevölkerungsentwicklung
| Jahr      | 1861 | 1881 | 1901 | 1921 | 1936 | 1951 | 1971 | 1991 | 2001 | 2017 |
| --------- | ---- | ---- | ---- | ---- | ---- | ---- | ---- | ---- | ---- | ---- |
| Einwohner | 2266 | 2487 | 3144 | 3394 | 3226 | 3192 | 2913 | 3710 | 3750 | 4010 |

Quelle: ISTAT

## Politik
Laura Materiale (PSI) wurde 2001 im Alter von 21 Jahren zu einer der jüngsten Bürgermeisterinnen Italiens gewählt. Sie wurde im Mai 2006 im Amt bestätigt. Ihr Vater war 30 Jahre Bürgermeister von Castrocielo, kehrte aber nach der Wahl vom 5. Juni 2016 in das Amt zurück.

## Sehenswürdigkeiten
- Im Ortsteil Villa Eucheria wurden beträchtliche Reste eines römischen Landgutes freigelegt, das ohne wirkliche Berechtigung dem spätantiken Senator Anicius Auchenius Bassus, Konsul des Jahres 408 n. Chr. im Reichswesten, zugeschrieben wird, über den nur wenig bekannt ist. Es geht jedoch bis ins 2. Jahrhundert n. Chr. zurück. Am besten erhalten ist die Kryptoportikus der Villa mit Resten von Wandmalereien. Der Name Euchelia soll sich vom Namensbestandteil Auchenius ableiten, was aber nicht nachgewiesen ist. Im Gebäudekomplex wurde vielleicht schon im 6. Jahrhundert das ehemalige Benediktinerinnenkloster S. Maria di Palazzolo (=Monacato) eingerichtet.
- Die mächtige Pfarrkirche Santa Lucia von Castrocielo mit ihrer Barockfassade wurde im Jahre 1746 geweiht, war aber die Vergrößerung einer schon für 1601 belegten Vorgängerin. Der durch zehn Rundbogenpfeiler gebildete dreischiffige Innenraum wurde jüngst renoviert.
- Die kleine romanische Kirche Madonna dei Sette Dolori liegt südöstlich des Ortes in der Nähe von Aquino am Lago Capo d’Acqua oder Lago dei Cigni. Das ehemals hier vorhandene Fresko einer Kreuzigungsdarstellung wurde abgenommen und in die Kirche San Rocco verbracht.
- Auf dem Monte Asprano steht neben den weitläufigen Resten des Castrum Coeli mit Häusergrundrissen der ersten Siedlung die kleine Kirche Santa Maria Assunta in Cielo, die bis 1601 gemeinsame Pfarrkirche von Palazzolo und Colle San Magno war. Jeden Ostermontag findet eine Prozession zu dieser Kirche statt.
- Die kleine Kirche San Rocco am unteren Beginn des Ortskerns ist heute als Pinakothek für aus anderen Sakralbauten entnommene Fresken eingerichtet.
- Die ähnlich gestaltete Kirche Santa Maria di Loreto im Südwesten des unteren Ortsgebietes zeigt im barocken Innenraum einen rechten Seitenaltar und ein stark beschädigtes Fresko an der Rückwand, das die Madonna mit zwei Heiligen abbildet.
- Im oberen Ortskern befindet sich ein großer Palastbau mit zehn Achsen, zwei Altanen an Tal- und Bergseite sowie einem kleinen Belvedere.
- Im klassizistischen Rathaus am Nordrand des unteren Hauptplatzes ist im Keller ein Museum eingerichtet, das Fund von Aquinum und der spätrömischen Villa zeigt, besonders Grabinventare und eine metallene Defixionstafel, die in römischer Zeit zur Verfluchung unliebsamer Personen angefertigt wurde.